# ヒロシゲブルー
『ヒロシゲブルー』は、日本のバンド藍坊主の1枚目のアルバム。

## 解説
- メジャーデビュー作。インディーズ時代のシングル二曲とそのカップリング曲を一部収録。
- CD-EXTRA仕様で「鞄の中、心の中」のPVを収録。
- このアルバムのリリース直前に初代ドラマーの亀井が脱退したため、3人でのリリースとなった。
- 発売から丁度10年後となる2014年5月12日に同アルバムの収録曲を中心としたプレミアムライブイベントが行われた。

## 収録曲
- 編曲：藍坊主（特記以外）

1. 鞄の中、心の中(3:48)
作詞・作曲：藤森真一
  - PVが製作されており、当時サポートドラマーであった渡辺も出演している。歌詞に書かれている千葉さな子とは実在する歴史上の人物である。また、「ある男」とは坂本龍馬のことだと思われ、歌詞カードには坂本龍馬の絵が書かれてある。
2. サンデーモーニング(4:15)
作詞・作曲：佐々木健太
3. 雫(3:45)
作詞・作曲：佐々木健太
  - インディーズ1stシングル。
4. 春風(4:33)
作詞・作曲：藤森真一
  - 桜の足あとにはライブバージョンが収録されている。
5. 追伸、僕は願う(6:43)
作詞・作曲：藤森真一
  - 藍坊主の全楽曲の中で最長である。
6. 青葉台の夜(4:08)
作詞・作曲：佐々木健太
7. センチメンタルを越えて(4:18)
作詞・作曲：佐々木健太
  - インディーズ2ndシングルc/w。
8. 殴れ(2:38)
作詞・作曲：佐々木健太
  - インディーズ1stシングルc/w。雫に収録されているのはフェードアウトで終わっているが、このアルバムでは最後まで演奏されている。
9. 宇宙を燃やせ(3:41)
作詞・作曲：佐々木健太
  - 空を作りたくなかったでは別バージョンが収録されている。
10. 空(4:22)
作詞・作曲：藤森真一
  - インディーズ2ndシングル。
11. おもいでの声(3:51)
作詞・作曲：藤森真一
  - インディーズ1stシングルc/w。
12. 月のヒト(4:09)
作詞：作曲：佐々木健太
13. 僕らしさ君らしさ(4:18)
作詞・作曲：藤森真一、編曲：藍坊主・時乗浩一郎